# Mis à l'épreuve
Pour plus de détails, voir Fiche technique et Distribution.
Mis à l'épreuve (Probation) est un film américain en noir et blanc réalisé par Richard Thorpe, sorti en 1932.

## Synopsis
Janet Holman a des soupçons sur la fidélité de son fiancé, Allen Wells, lorsqu'elle le voit embrasser sa meilleure amie Gwen lors d'une soirée. Allen quitte la soirée tôt, prétextant du travail, mais en fait il va rendre visite à sa petite amie Ruth Jarrett, âgée de 17 ans. Lorsque Mme Humphries, la voisine de Ruth, l'entend parler avec Allen au téléphone, elle appelle la police et Ruth est emmenée au tribunal pour enfants. Lorsque Nick, le frère aîné de Ruth, arrive pour fêter l'anniversaire de sa sœur, Mme Humphries lui explique que Ruth voit un homme mûr et qu'elle l'a renvoyée pour son bien. Nick, triste de n'avoir pas su la garder dans le droit chemin, rentre chez lui et y trouve Allen. Ce dernier jure qu'il ignorait que Ruth était mineure, mais Nick le frappe et ils se battent. Amoché, Allen s'échappe par la fenêtre. 
À la soirée, Janet reçoit la visite de son oncle George, un juge, et lorsqu'elle se plaint d'avoir une vie ennuyeuse, George lui parle de ce qu'il voit tous les jours au tribunal. Janet quitte la soirée avec son oncle et se rend avec lui à la séance de nuit du tribunal, où Nick vient d'être conduit pour trouble à l'ordre public et résistance à agent. À la suite des questions du juge, on apprend que Nick et sa sœur sont des orphelins, et qu'il vient d'être licencié pour avoir lu des manuels d'ingénieur pendant son travail de livreur. George décide de mettre Nick à l'épreuve pour six mois, période pendant laquelle il devra être le chauffeur de Janet. Malgré leurs différences, ils finiront par tomber amoureux l'un de l'autre.

## Fiche technique
- Titre original : Probation
- Titre français : Mis à l'épreuve
- Réalisation : Richard Thorpe
- Scénario : Edward T. Lowe Jr.
- Costumes : Vera West
- Photographie : M.A. Anderson
- Son : Pete Clark
- Montage : Vera Wade
- Production : George R. Batcheller
- Société de production : Chesterfield Motion Pictures Corporation
- Société de distribution : Chesterfield Motion Pictures Corporation
- Pays de production :  États-Unis
- Langue originale : anglais
- Format : noir et blanc — 35 mm — 1,37:1 — son Mono
- Genre : Comédie dramatique
- Durée : 67 minutes
- Dates de sortie : 
  - États-Unis :1er avril 1932
  - France : 29 mars 1935

## Distribution
- Sally Blane : Janet
- John Darrow : Nick
- J. Farrell MacDonald : Juge George Holman
- Clara Kimball Young : Mme Humphries
- Eddie Phillips : Allen
- David Rollins : Alec
- Matty Kemp : Bert
- David Durand : David
- Betty Grable : Ruth